# Krama mig
Krama mig är en svensk dramafilm från 2005 i regi av Kristina Humle.

## Handling
19-åriga Minna bor i ett litet samhälle och jobbar i en personalmatsal. Hennes mamma dog för tre år sedan och pappa bor nu med Yvonne. Yvonne ser gärna att Minna flyttar hemifrån. Minna håller på att ta körkort och faller för den unge bilskolläraren Tomas.

## Rollista (i urval)
- Henna Ohranen - Minna
- Dag Malmberg - Leffe, Minnas pappa
- Erica Koop Nedrell - Simone, Minnas kompis
- Andreas La Chenardière - Jesper, kock
- Tobias Aspelin - Tomas
- Lena Nilsson - Yvonne, styvmamma
- Jonas Hellman-Driessen - Ronny
- Ida Wahlund - Malin, Jespers arbetskamrat
- Emma Peters - Sanna, Jespers flickvän
- Jens Ohlin - Jompa, Simones pojkvän